# Le Lac (série télévisée)
Pour les articles homonymes, voir The Lake et Le Lac.
Le Lac (The Lake) est une série télévisée canadienne en seize épisodes d'environ 31 minutes créée par Julian Doucet et mise en ligne le 17 juin 2022 et le 9 juin 2023 sur Prime Video.

## Synopsis
Billie, une jeune africaine-canadienne, passe l'été avec son père biologique, Justin. Conçue alors que ses parents étaient trop jeunes, elle a été adoptée, et Justin a ensuite assumé son homosexualité. Tous deux apprennent à se connaître au chalet loué par Justin, au bord du lac de son enfance. Mais il découvre que son père a donné le chalet familial à Maisy-May, la fille de sa deuxième femme.

## Distribution
- Jordan Gavaris (VF : Yoann Sover ; VQ : Kevin Houle) : Justin Lovejoy
- Julia Stiles (VF : Dorothée Pousséo ; VQ : Camille Cyr-Desmarais) : Maisy-May, la belle-sœur de Justin
- Madison Shamoun (VF : Mélissa Berard ; VQ : Célia Gouin-Arsenault) : Billie, la fille biologique de Justin
- Jared Scott (VF : Adrien Larmande ; VQ : Alexandre Bacon) : Killian, le fils aîné de Maisy-May
- Terry Chen (VF : Jérémy Bardeau) : Victor Lin, le mari de Maisy-May
- Travis Nelson (en) (VF : Grégory Quidel ; VQ : Patrice Dubois) : Riley
- Natalie Lisinska (VF : Valérie Nosrée) : Jayne
- Jon Dore (en) (VF : Emmanuel Gradi ; VQ : Pierre-Étienne Rouillard) : Wayne
- Carolyn Scott (VF : Françoise Vallon ; VQ : Élise Bertrand) : Ulrika
- Declan Whaley (VQ : Noé Rouillard) : Opal Lin

### Invités
- Jerry O'Connell : Gil
- Sagine Sémajuste (en) : Teesa, la mère biologique de Billie

 Source et légende : version française (VF) sur RS Doublage
 Source et légende : version québécoise (VQ) sur Doublage.qc.ca

## Production
Il s'agit de la première série entièrement produite au Canada par Prime Video. Le créateur de la série, Julian Doucet, souhaitait avoir pour personnages principaux des personnes issues des minorités visibles et sexuelles.

### Attribution des rôles
En août 2021, les médias annoncent que les trois rôles principaux de la série seront tenus par Jordan Gavaris, Julia Stiles et Madison Shamoun.

### Tournage
La série se déroule au bord d'un lac dans la province de l'Ontario, elle est tournée à North Bay.

### Fiche technique
- Titre québécois : Le Lac
- Titre original : The Lake
- Création : Julian Doucet
- Réalisation : Paul Fox et Jordan Canning
- Scénario : Julian Doucet, Andrew De Angelis, Lisa Codrington, Vivian Lin, Lori-Ann Russell, Kaveh Mohebbi, Winter Tekenos-Levy
- Photographie : Robert Scarborough
- Musique : Peter Chapman
- Société de production :
- Société de distribution : Prime Video
- Pays de production : Canada
- Langue originale : anglais
- Format : couleur - son Dolby Digital
- Genres : comédie
- Nombre de saisons : 2
- Nombre d'épisodes : 16
- Durée : 26 à 36 minutes
- Dates de première diffusion : 17 juin 2022

## Épisodes

### Première saison (2022)
1. La Bascule (Tilt-a-Grrl)
2. Soirée jeux (Game Night)
3. Pique-nique à Raven's Rock (Picnic at Raven's Rock)
4. La Preuve par trois (The Simplex Solution)
5. La Reine de la soirée (Mommy Queerest)
6. La Cabane de la mort (Midsommar Madness)
7. Problèmes de confiance (Trust Issues)
8. Du blanc après la fête du travail (No White After Labor Day)

### Deuxième saison (2023)
1. Un + un = rien (Two Become Run)
2. Un épisode fraise original (A Berry Special Episode)
3. Crazy-May
4. Détox d'été aux ventouses (Wet Cup American Summer)
5. Sein d'ange et Banane coquine (Angel Tits and Dirty Bananas)
6. Je meurs d'envie de savoir (Dying to Know)
7. Tour de force
8. Mort sur déni (Death on Denial)